# Du kan ikke faa alt
Du kan ikke faa alt er en amerikansk stumfilm fra 1918 af Cecil B. DeMille.

## Medvirkende
- Kathlyn Williams - Charity Coe Cheever
- Elliott Dexter - Jim Dyckman
- Wanda Hawley - Kedzie Thropp
- Sylvia Breamer - Zada L'Etoile
- Thurston Hall - Peter Cheever
- Raymond Hatton
- Tully Marshall
- Theodore Roberts
- James Neill
- Ernest Joy
- William Elmer
- Charles Ogle
- Sylvia Ashton